# Gand-Wevelgem 1962
La Gand-Wevelgem 1962, ventiquattresima edizione della corsa, si svolse il 25 marzo su un percorso di 237 km, con partenza a Gand e arrivo a Wevelgem. Fu vinta dal belga Rik Van Looy della Flandria-Faema, al suo terzo successo in questa competizione, davanti ai suoi connazionali Frans Schoubben e Armand Desmet.

## Ordine d'arrivo (Top 10)
| Pos. | Corridore            | Squadra                           | Tempo    |
| ---- | -------------------- | --------------------------------- | -------- |
| 1    | Rik Van Looy         | Flandria-Faema                    | 5h55'49" |
| 2    | Frans Schoubben      | Peugeot-BP-Dunlop                 | a 1'29"  |
| 3    | Armand Desmet        | Flandria-Faema                    | s.t.     |
| 4    | Michel Van Aerde     | Carpano                           | s.t.     |
| 5    | Arthur Decabooter    | Liberia-Grammont-Wolber           | a 4'30"  |
| 6    | Tom Simpson          | Gitane-Leroux-Dunlop-R. Geminiani | s.t.     |
| 7    | Willy Vannitsen      | Wiel's-Groene Leeuw               | s.t.     |
| 8    | Martin Van Geneugden | Flandria-Faema                    | s.t.     |
| 9    | Jean-Baptiste Claes  | Wiel's-Groene Leeuw               | s.t.     |
| 10   | Bas Maliepaard       | Gitane-Leroux-Dunlop-R. Geminiani | s.t.     |